# Exoplectra schaefferi
Exoplectra schaefferi är en skalbaggsart som beskrevs av Gordon 1985. Exoplectra schaefferi ingår i släktet Exoplectra och familjen nyckelpigor. Inga underarter finns listade i Catalogue of Life.